# 比利亚韦尔德帕萨孔索尔
比利亚韦尔德帕萨孔索尔，是西班牙卡斯蒂利亚-拉曼恰昆卡省的一个市镇。总面积21平方公里，总人口414人（2001年），人口密度20人/平方公里。